# Phủ Viễn
Phủ Viễn (chữ Hán giản thể: 抚远市, âm Hán Việt: Phủ Viễn thị) là một thành phố cấp phó địa thuộc địa cấp thị Giai Mộc Tư, tỉnh Hắc Long Giang, Cộng hòa Nhân dân Trung Hoa. Thành phố này có diện tích 6262,48 km², dân số 110.000 người. Mã số bưu chính của Phủ Viễn là 156500. Chính quyền nhân dân thành phố Phủ Viễn đóng tại trấn Phủ Viễn. Thành phố này được chia thành 3 trấn, 6 hương. 
- Trấn: Phủ Viễn, Nùng Kiều, Trảo Cát.
- Hương: Biệt Lạp Hồng, Hải Thanh, Áp Nam, Nùng Giang, Thông Giang, Hàn Thông Câu.